# Constancio Gambel Aybar
Constancio Gambel Aybar fou un militar i polític espanyol, diputat a les Corts Espanyoles i governador civil de Girona durant la restauració borbònica.
Fou comandant de l'exèrcit espanyol i el 1864 fou elegit diputat a les Corts Espanyoles pel districte de Barbastre per l'anomenat Sector Centralista. Durant la restauració borbònica ingressà al Partit Constitucional, amb el que fou elegit diputat per la Seu d'Urgell a les eleccions generals espanyoles de 1876. Prèviament havia estat governador civil de la província de Girona el 1874-1875, i posteriorment ho seria de la província d'Osca i de la província de Lugo (1881). El 1879 fou escollit senador per la província de Girona, però no arribà a prendre possessió del càrrec.